# Teresa Weyssenhoff
Teresa Weyssenhoff (ur. 13 listopada 1930 w Mołodowie, zm. 6 grudnia 1984 w Częstochowie) – polska pisarka, autorka książek o postaciach kościoła katolickiego, ekonomistka.
W czasie II wojny światowej mieszkała w Warszawie, uczestniczyła w powstaniu warszawskim w 1944 roku. Po powstaniu, wraz z matką Stefanią (nauczycielką muzyki), znalazła się w Częstochowie.

## Prace biograficzne
- Ojczyzna z wyboru (1966) – na temat Jana Beyzyma, opiekuna trędowatych na Madagaskarze;
- Quasi una fantasia (1969-1971) o Ludwigu van Beethovenie;
- Ogniwa (o siostrach dominikankach pracujących na Trynidadzie);
- Na początku drogi na temat bł. Arnolda Janssena,
- Obraz życiem malowany (1994) o bracie Albercie – Adamie Chmielowskim.

## Życie prywatne
Teresa Weyssenhoff była prawnuczką generała Jana Weyssenhoffa, wnuczką artysty malarza Henryka Weyssenhoffa, bratanicą pisarza Józefa Weyssenhoffa.
Jej pasją było układanie szarad, publikowane one były w ogólnopolskich pismach szaradziarskich.
Jest pochowana wraz z matką w Częstochowie na cmentarzu św. Rocha.